# رود دیاله
رود دیاله نام یک رود است که از کوه‌های زاگرس در نزدیکی همدان در ایران سرچشمه می‌گیرد و با عبور از کوه‌ها و رسیدن به مرز ایران و عراق، ۳۲ کیلومتر از مرز این دو کشور را تشکیل می‌دهد، پس از عبور از خاک ایران وارد خاک عراق می‌شود.

## مسیر رود
رود دیاله از به‌هم آمیختن رودهای سیروان، زالم و رود تنجیرو در محل سد دربندیخان در استان سلیمانیه در شمال عراق پدید می‌آید، جای پیوستن این رودها دوآوان نام دارد.
دیاله در همهٔ مسیر خود در سرزمین عراق به نام یکی از رودهای تشکیل دهندهٔ آن، سیروان نامیده می‌شود و نزدیک سلمان پاک در جنوب بغداد به دجله می‌ریزد و دجله را به سوی غرب می‌راند و آن را به فرات نزدیک می‌سازد.
طول کلی این رود حدود ۴۴۵ کیلومتر است و در جنوب‌غربی رشته‌کوه حمرین جریان دارد.
امکان کشتی‌رانی در بخش‌های بالادست رود دیاله به دلیل وجود تنگه‌های زیاد وجود ندارد ولی دره این رود مسیر تجاری مزهمی میان ایران و عراق فراهم کرده‌است.

## سدها
در ایران سد داریان در نزدیکی داریان در استان کرمانشاه در حال ساخت است که در آن هدایت بخش قابل توجهی از آب به جنوب غربی ایران برای آبیاری از طریق تونل انتقال آب نوسود به طول ۴۸ کیلومتر (۳۰ مایل) و تولید نیروی برق آبی صورت می‌گیرد. در عراق، رودخانه ابتدا به سد دربندیخان می‌رسد که انرژی برق آبی تولید می‌کند و حجم بزرگی از آب را برای آبیاری ذخیره می‌کند. سپس برای اهداف مشابه به سد حمرین سرازیر می‌شود. در پایین دره دیالی در نزدیکی بغداد، رودخانه توسط سرریز دیالی کنترل می‌شود که سیل‌ها را کنترل می‌کند و منطقه شمال شرقی بغداد را آبیاری می‌کند. سدهای واقع بر روی رود دیالی بدین شکل هستند.
سد دربندیخان، عراق - ظرفیت ذخیره آب: ۳۰۰۰ میلیون متر مکعب
سد بوانور، عراق - ظرفیت ذخیره آب: ۳۱ میلیون متر مکعب
سد حمرین، عراق - ظرفیت ذخیره آب: ۲۰۴۰ میلیون متر مکعب
سد انحرافی دیالی، عراق - سد انحرافی آب
سد گاران، ایران - ظرفیت ذخیره آب: ۱۱۰ میلیون متر مکعب
سد داریان، ایران - ظرفیت ذخیره آب: ۳۱۶ میلیون متر مکعب